# USS LST-777
O USS LST-777 foi um navio de guerra norte-americano da classe LST que operou durante a Segunda Guerra Mundial.